# Kulišáci
Kulišáci je název fiktivní družiny ze stejnojmenného komiksu spisovatele Jaroslava Foglara. Komiks vycházel v letech 1963–1966 v časopisu ABC a kreslil jej Jiří Krásl. Kulišáci byli pionýrskou družinou, která prožívala podobná dobrodružství jako Rychlé šípy ve Foglarově stejnojmenném komiksu, který však tehdy nemohl vycházet.

## Historie
Pro autora byli Kulišáci „nechtěné dítě“. Foglar, kterému bylo v té době znemožněno publikovat, navštívil kolem září 1962 redakci ABC a nabídl spolupráci. Šéfredaktor Toman do konce roku na zkoušku otiskl dvě krátké Foglarovy hry, a když se neobjevily žádné protesty, svěřil mu od následujícího roku hlavní komiks. Nabízené Rychlé šípy však byly politicky neprůchodné, a tak dostal autor nabídku psát příběhy jiné party dětí, a to pod dvěma podmínkami: budou to pionýři a budou mezi nimi děvčata. Foglar zdráhavě souhlasil.
V lednu 1963 začal vycházet komiks o družině Míši Kulicha, nazvaný od následujícího ročníku 1963/1964 Kulišáci (ABC tehdy přešlo na vydávání podle školního roku). Zpočátku nebyly texty v „bublinách“, ale pod obrázky, protože kreslíř Jiří Krásl neměl s komiksem zkušenosti; po nějaké době se přesunuly do „bublin“. Kulišáci byli pionýrskou družinou a zároveň „raketovou posádkou“, tedy čtenářským klubem ABC. Náměty reflektovaly obsah časopisu a činnost skutečných čtenářských klubů.
Asi v polovině příběhu Foglar využil existence dívčích čtenářských klubů a nechal děvčata z družiny Kulišáků založit vlastní klub. Tím se Kulišáci stali čistě chlapeckou družinou.
Kulišáci vycházeli do roku 1966, kdy autor kvůli zaneprázdnění ukončil spolupráci s ABC. Poslední příběh „Kulišáci hlídají cisternu“ vyšel v červnovém čísle; celkem vyšlo 47 stran. Kulišáci byli druhým největším Foglarovým komiksem po Rychlých šípech. Některé příběhy Foglar později se souhlasem ABC přepsal pro komiks Rychlé šípy.
Kulišáci jsou zahrnuti ve vydání Foglarových komiksů Svorní gambusíni a jiné příběhy (Svorní Gambusíni, Mědvědí družina a Kulišáci), jež vyšlo v roce 1999 (dotisk 2003, druhé vydání 2013).